# Cornier
Cornier ist eine französische Gemeinde im Département Haute-Savoie in der Region Auvergne-Rhône-Alpes.

## Geographie
Cornier liegt auf 506 m, nördlich von La Roche-sur-Foron, etwa 17 Kilometer südöstlich der Stadt Genf (Luftlinie). Das Dorf erstreckt sich leicht erhöht am westlichen Talrand der Arveniederung nördlich der Bornes-Alpen.
Die Fläche des 6,78 km² großen Gemeindegebiets umfasst einen Abschnitt des unteren Arvetals. Der östliche Teil des Gebietes wird von der Ebene des Arvetals eingenommen. Verschiedene Bäche, darunter der Guin und der Sion, entwässern das Gemeindeareal zur Arve. Von der Ebene erstreckt sich das Gebiet westwärts über einen relativ sanft geneigten Hang bei Moussy bis an den Rand des Hochplateaus von Bornes. In der Nähe von Combloux wird mit 912 m die höchste Erhebung von Cornier erreicht.

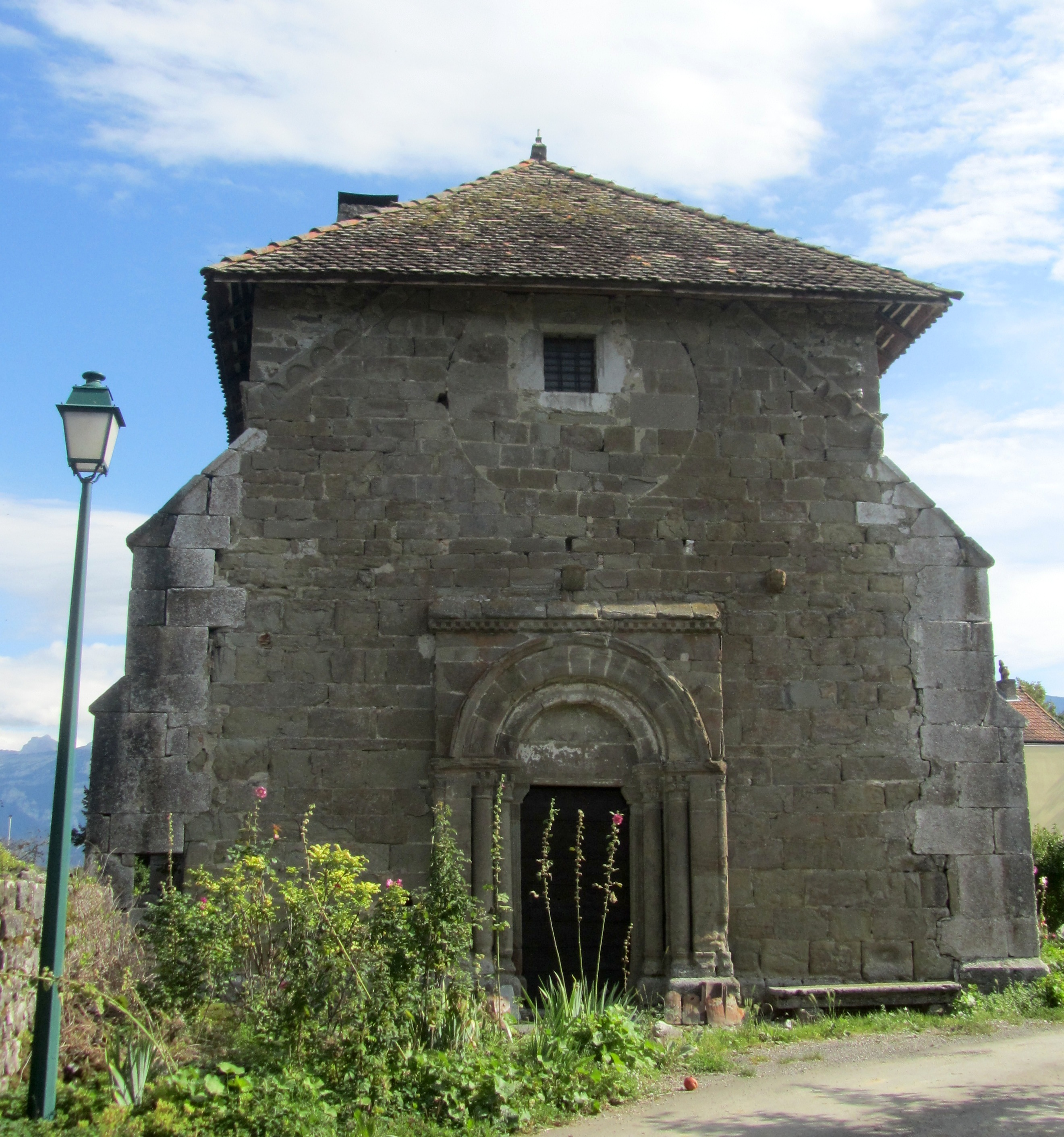
Kapelle in Moussy

Zu Cornier gehören neben dem eigentlichen Dorf auch mehrere Weilersiedlungen, darunter: 
- La Madeleine (470 m) in der Arveebene
- Le Châtelet (490 m) am Guin in der Arveebene
- Passaban (480 m) in der Arveebene
- Moussy (583 m) am Fuß der Höhen von Bornes

Nachbargemeinden von Cornier sind Pers-Jussy, Scientrier und Arenthon im Norden, Amancy im Osten sowie La Roche-sur-Foron und Etaux im Süden.

## Geschichte
Vom 10. bis zum 14. Jahrhundert war Cornier Mittelpunkt der Herrschaft Crédoz.

## Sehenswürdigkeiten
Die Dorfkirche stammt aus dem 17. Jahrhundert. In Moussy befindet sich die Kapelle der ehemaligen Johanniterkommende. Sie geht ursprünglich auf das 12. Jahrhundert zurück; der heutige Chor wurde im 15. Jahrhundert errichtet. Auf einem Waldhügel bei Châtelet sind die Ruinen der mittelalterlichen Burg Châtelet de Crédoz erhalten.

## Bevölkerung
| Jahr                       | 1962 | 1968 | 1975 | 1982 | 1990 | 1999 |
| Einwohner                  | 526  | 522  | 573  | 616  | 763  | 936  |
| Quellen: Cassini und INSEE |      |      |      |      |      |      |

Mit 1468 Einwohnern (Stand 1. Januar 2022) gehört Cornier zu den kleinen Gemeinden des Département Haute-Savoie. Seit Beginn der 1980er Jahre wurde ein markantes Bevölkerungswachstum verzeichnet. Um den alten Ortskern herum entstanden zahlreiche Einfamilienhäuser.

## Wirtschaft und Infrastruktur
Cornier war bis weit ins 20. Jahrhundert hinein ein vorwiegend durch die Landwirtschaft geprägtes Dorf. Heute gibt es verschiedene Betriebe des Klein- und Mittelgewerbes. Viele Erwerbstätige sind Wegpendler, die in den größeren Ortschaften der Umgebung, vor allem aber im Raum Genf-Annemasse, ihrer Arbeit nachgehen.
Die Ortschaft ist, obwohl abseits der größeren Durchgangsstraßen gelegen, verkehrsmäßig sehr gut erschlossen. Sie ist von der Hauptstraße N503, die von Annemasse nach La Roche-sur-Foron führt, leicht erreichbar. Der nächste Anschluss an die Autobahn A41, welche das Gemeindegebiet durchquert, befindet sich in einer Entfernung von rund drei km. Moussy besitzt einen Bahnhof an der Eisenbahnlinie Annemasse-Annecy.